# Spirolinites
Spirolinites es un género de foraminífero bentónico considerado un sinónimo posterior de Spirolina de la familia Peneroplidae, de la superfamilia Soritoidea, del suborden Miliolina y del orden Miliolida. Su especie tipo es Spirolina cylindracea. Su rango cronoestratigráfico abarca el Holoceno.

## Clasificación
Spirolinites incluía a las siguientes especies:
- Spirolinites complanata
- Spirolinites cylindracea, aceptado como Spirolina cylindracea
- Spirolinites depressa
- Spirolinites lyelli
- Spirolinites murchisoni
- Spirolinites omninorecta